# Pandemia di COVID-19 in Giamaica
Il primo caso della pandemia di COVID-19 in Giamaica è stato confermato il 10 marzo 2020, una donna arrivata il 4 marzo dal Regno Unito per un funerale. La pandemia da COVID-19 coincide con l'attuale epidemia di febbre dengue in America Latina e nei Caraibi.

## Antefatti
Il 12 gennaio 2020, l'Organizzazione mondiale della sanità (OMS) ha confermato che un nuovo coronavirus era la causa di una malattia respiratoria in un gruppo di persone nella città di Wuhan, nella provincia cinese di Hubei, dato che è stato riferito all'OMS il 31 dicembre 2019.
Il tasso di mortalità per COVID-19 è stato molto più basso della SARS del 2003, ma la trasmissione è stata significativamente maggiore, portando ad un bilancio totale delle vittime più alto.
Il 5 maggio 2023, l'Organizzazione mondiale della sanità dichiara ufficialmente la fine della pandemia.

## Cronologia

### Marzo 2020
Il 10 marzo 2020, il Ministero della salute e del benessere (MoHW) ha confermato il primo caso in Giamaica, una paziente arrivata dal Regno Unito il 4 marzo, attraverso altri tre paesi caraibici: Repubblica Dominicana, Saint Martin e Saint Barts. Il ministro della salute ha riferito che il paziente era stata posta in isolamento dal 9 marzo dopo aver mostrato sintomi respiratori. A seguito di questo aggiornamento, il divieto di spostamento è stato esteso, includendo anche Francia, Germania e Spagna.
L'11 marzo, il ministro della sanità del paese Christopher Tufton ha confermato il secondo caso di "coronavirus importato".
Il 13 marzo, il paese ha annunciato altri sei casi, tra cui il padre della prima paziente e un'altra donna. Più tardi quel giorno, il governo ha annunciato che la comunità di Bull Bay,  dove circa 30 persone avevano avuto contatti diretti con la prima paziente al funerale è stata messa in quarantena per 14 giorni. Visti che quattro dei casi riguardavano pazienti che viaggiano dal Regno Unito, il ministro degli esteri del paese Kamina Johnson-Smith ha annunciato che il divieto dei viaggi sarebbe stato esteso anche al Regno Unito.
Il 15 marzo, il Ministero della Salute e del Benessere (MoHW) ha confermato che sono stati segnalati 19 casi sospetti e che i pazienti erano stati testati per COVID-19. Dei 19 casi sospetti, alla fine, solo due pazienti sono stati confermati con il virus, uno proveniente da Trinidad e Tobago e l'altro identificato attraverso il tracciamento dei contatti con la prima paziente. Nello stesso aggiornamento, il Ministero ha confermato che c'erano ventisette pazienti in strutture di isolamento e che i pazienti 1 e 2 non presentavano più alcun sintomo.
Il 16 marzo, il Ministero della Salute e del Benessere (MoHW) e l'Ufficio del Primo Ministro (OPM) hanno riferito che c'erano altri cinque casi segnalati. Più tardi, nello stesso giorno, il governo ha confermato che solo due dei cinque casi segnalati sono risultati positivi per COVID-19. In risposta all'aumento dei casi, il governo ha annunciato ulteriori misure di distanziamento sociale come le direttive imposte per il lavoro da casa, il divieto per tutte le riunioni con oltre 20 persone e la chiusura di bar, ristoranti, eventi sportivi, ecc.
Il 17 marzo, il Ministero della Salute e del Benessere (MoHW) e l'Ufficio del Primo Ministro (OPM) hanno confermato un altro caso, qualcuno che aveva partecipato allo stesso funerale del paziente 1.
Il 18 marzo, il Chief Medical Officer della Giamaica ha confermato la prima morte di COVID-19 nel paese. Nella stessa conferenza stampa, il ministero della salute ha confermato altri due casi.
Il 19 marzo, il Ministero della Salute e del Benessere (MoHW) ha confermato un ulteriore caso portando il totale a 16.
Il 20 marzo, il Ministero della salute e del benessere (MoHW) ha confermato tre casi aggiuntivi portando il totale a 19 (di cui cinque casi di trasmissione locale).
Il 23 marzo, il Ministero della salute e del benessere (MoHW) ha confermato altri due casi portando il totale a 21. Dei due nuovi casi, uno è stato identificato attraverso il tracciamento dei contatti, scoprendo che si trovava nelle immediate vicinanze di altri due pazienti.
Il 24 marzo, il Ministero della Salute e del Benessere (MoHW) ha confermato altri quattro casi portando il totale a 25.
Il 25 marzo, il Ministero della salute e del benessere (MoHW) ha confermato un caso aggiuntivo portando il totale a 26.
Il 27 marzo, il Ministero della salute e del benessere (MoHW) ha confermato altri quattro casi portando il totale a 30.
Il 28 marzo, il Ministero della salute e del benessere (MoHW) ha confermato altri due casi portando il totale a 32.
Il 29 marzo, il Ministero della Salute e del Benessere (MoHW) ha confermato altri quattro casi portando il totale a 36, tra cui due donne che avevano viaggiato da New York e il primo operatore sanitario. Il governo ha anche riferito della guarigione della prima paziente in Giamaica.
Il 31 marzo, il Ministero della Salute e del Benessere (MoHW) ha confermato altri due casi portando il totale a 38, incluso un paziente che aveva viaggiato da Boston e Atlanta e il primo paziente di età inferiore ai 18 anni. Nella stessa conferenza, il ministero della salute ha annunciato la seconda morte correlata al coronavirus, un paziente in fase di guarigione dopo un arresto cardiaco che era stato dimesso dall'ospedale.

## Andamento dei contagi
| Data                                                                          | Data       |  | Numero di casi | Numero di morti |
| ----------------------------------------------------------------------------- | ---------- |  | -------------- | --------------- |
| 10-03-2020                                                                    | 10-03-2020 |  | 1(N.D.)        |                 |
| 11-03-2020                                                                    | 11-03-2020 |  | 2(+100%)       |                 |
| 12-03-2020                                                                    | 12-03-2020 |  | 2(=)           |                 |
| 13-03-2020                                                                    | 13-03-2020 |  | 8(+300%)       |                 |
| 14-03-2020                                                                    | 14-03-2020 |  | 8(=)           |                 |
| 15-03-2020                                                                    | 15-03-2020 |  | 10(+25%)       |                 |
| 16-03-2020                                                                    | 16-03-2020 |  | 11(+10%)       |                 |
| 17-03-2020                                                                    | 17-03-2020 |  | 13(+18%)       |                 |
| 18-03-2020                                                                    | 18-03-2020 |  | 15(+15%)       | 1(N.D.)         |
| 19-03-2020                                                                    | 19-03-2020 |  | 16(+6,7%)      | 1(=)            |
| 20-03-2020                                                                    | 20-03-2020 |  | 19(+19%)       | 1(=)            |
| 21-03-2020                                                                    | 21-03-2020 |  | 19(=)          | 1(=)            |
| 22-03-2020                                                                    | 22-03-2020 |  | 19(=)          | 1(=)            |
| 23-03-2020                                                                    | 23-03-2020 |  | 21(+11%)       | 1(=)            |
| 24-03-2020                                                                    | 24-03-2020 |  | 25(+19%)       | 1(=)            |
| 25-03-2020                                                                    | 25-03-2020 |  | 26(+4%)        | 1(=)            |
| 26-03-2020                                                                    | 26-03-2020 |  | 26(=)          | 1(=)            |
| 27-03-2020                                                                    | 27-03-2020 |  | 30(+15%)       | 1(=)            |
| 28-03-2020                                                                    | 28-03-2020 |  | 32(+6,7%)      | 1(=)            |
| 29-03-2020                                                                    | 29-03-2020 |  | 36(+12%)       | 1(=)            |
| 30-03-2020                                                                    | 30-03-2020 |  | 36(=)          | 1(=)            |
| 31-03-2020                                                                    | 31-03-2020 |  | 38(+5,6%)      | 2(+100%)        |
| 01-04-2020                                                                    | 01-04-2020 |  | 44(+16%)       | 3(+50%)         |
| 02-04-2020                                                                    | 02-04-2020 |  | 47(+6,8%)      | 3(=)            |
| 03-04-2020                                                                    | 03-04-2020 |  | 53(+13%)       | 3(=)            |
| 04-04-2020                                                                    | 04-04-2020 |  | 55(+3,8%)      | 3(=)            |
| 05-04-2020                                                                    | 05-04-2020 |  | 58(+5,5%)      | 3(=)            |
| 06-04-2020                                                                    | 06-04-2020 |  | 59(+1,7%)      | 3(=)            |
| 07-04-2020                                                                    | 07-04-2020 |  | 63(+6,8%)      | 3(=)            |
| 08-04-2020                                                                    | 08-04-2020 |  | 63(=)          | 4(+33%)         |
| 09-04-2020                                                                    | 09-04-2020 |  | 63(=)          | 4(=)            |
| 10-04-2020                                                                    | 10-04-2020 |  | 65(+3,2%)      | 4(=)            |
| 11-04-2020                                                                    | 11-04-2020 |  | 69(+6,2%)      | 4(=)            |
| 12-04-2020                                                                    | 12-04-2020 |  | 72(+4,3%)      | 4(=)            |
| 13-04-2020                                                                    | 13-04-2020 |  | 73(+1,4%)      | 4(=)            |
| 14-04-2020                                                                    | 14-04-2020 |  | 105(+44%)      | 5(+25%)         |
| 15-04-2020                                                                    | 15-04-2020 |  | 125(+19%)      | 5(=)            |
| 16-04-2020                                                                    | 16-04-2020 |  | 143(+14%)      | 5(=)            |
| 17-04-2020                                                                    | 17-04-2020 |  | 163(+14%)      | 5(=)            |
| 18-04-2020                                                                    | 18-04-2020 |  | 173(+6,1%)     | 5(=)            |
| 19-04-2020                                                                    | 19-04-2020 |  | 196(+13%)      | 5(=)            |
| 20-04-2020                                                                    | 20-04-2020 |  | 223(+14%)      | 5(=)            |
| 21-04-2020                                                                    | 21-04-2020 |  | 233(+4,5%)     | 6(+20%)         |
| 22-04-2020                                                                    | 22-04-2020 |  | 252(+8,2%)     | 6(=)            |
| 23-04-2020                                                                    | 23-04-2020 |  | 257(+2%)       | 7(+17%)         |
| 24-04-2020                                                                    | 24-04-2020 |  | 288(+12%)      | 7(=)            |
| 25-04-2020                                                                    | 25-04-2020 |  | 305(+5,9%)     | 7(=)            |
| 26-04-2020                                                                    | 26-04-2020 |  | 348(+14%)      | 7(=)            |
| 27-04-2020                                                                    | 27-04-2020 |  | 364(+4,6%)     | 7(=)            |
| 28-04-2020                                                                    | 28-04-2020 |  | 381(+4,7%)     | 7(=)            |
| 29-04-2020                                                                    | 29-04-2020 |  | 396(+3,9%)     | 7(=)            |
| 30-04-2020                                                                    | 30-04-2020 |  | 422(+6,6%)     | 8(+14%)         |
| 01-05-2020                                                                    | 01-05-2020 |  | 432(+2,4%)     | 8(=)            |
| 02-05-2020                                                                    | 02-05-2020 |  | 463(+7,2%)     | 8(=)            |
| 03-05-2020                                                                    | 03-05-2020 |  | 469(+1,3%)     | 9(+12%)         |
| 04-05-2020                                                                    | 04-05-2020 |  | 471(+0,43%)    | 9(=)            |
| 05-05-2020                                                                    | 05-05-2020 |  | 473(+0,42%)    | 9(=)            |
| 06-05-2020                                                                    | 06-05-2020 |  | 478(+1,1%)     | 9(=)            |
| 07-05-2020                                                                    | 07-05-2020 |  | 488(+2,1%)     | 9(=)            |
| 08-05-2020                                                                    | 08-05-2020 |  | 490(+0,41%)    | 9(=)            |
| 09-05-2020                                                                    | 09-05-2020 |  | 498(+1,6%)     | 9(=)            |
| 10-05-2020                                                                    | 10-05-2020 |  | 502(+0,8%)     | 9(=)            |
| 11-05-2020                                                                    | 11-05-2020 |  | 505(+0,6%)     | 9(=)            |
| 12-05-2020                                                                    | 12-05-2020 |  | 507(+0,4%)     | 9(=)            |
| 13-05-2020                                                                    | 13-05-2020 |  | 509(+0,39%)    | 9(=)            |
| 14-05-2020                                                                    | 14-05-2020 |  | 509(=)         | 9(=)            |
| 15-05-2020                                                                    | 15-05-2020 |  | 511(+0,39%)    | 9(=)            |
| 16-05-2020                                                                    | 16-05-2020 |  | 517(+1,2%)     | 9(=)            |
| 17-05-2020                                                                    | 17-05-2020 |  | 520(+0,58%)    | 9(=)            |
| 18-05-2020                                                                    | 18-05-2020 |  | 520(=)         | 9(=)            |
| 19-05-2020                                                                    | 19-05-2020 |  | 520(=)         | 9(=)            |
| 20-05-2020                                                                    | 20-05-2020 |  | 529(+1,7%)     | 9(=)            |
| 21-05-2020                                                                    | 21-05-2020 |  | 534(+0,95%)    | 9(=)            |
| 22-05-2020                                                                    | 22-05-2020 |  | 544(+1,9%)     | 9(=)            |
| 23-05-2020                                                                    | 23-05-2020 |  | 550(+1,1%)     | 9(=)            |
| 24-05-2020                                                                    | 24-05-2020 |  | 552(+0,36%)    | 9(=)            |
| 25-05-2020                                                                    | 25-05-2020 |  | 556(+0,72%)    | 9(=)            |
| 26-05-2020                                                                    | 26-05-2020 |  | 564(+1,4%)     | 9(=)            |
| 27-05-2020                                                                    | 27-05-2020 |  | 569(+0,89%)    | 9(=)            |
| 28-05-2020                                                                    | 28-05-2020 |  | 569(=)         | 9(=)            |
| 29-05-2020                                                                    | 29-05-2020 |  | 575(+1,1%)     | 9(=)            |
| 30-05-2020                                                                    | 30-05-2020 |  | 581(+1%)       | 9(=)            |
| 31-05-2020                                                                    | 31-05-2020 |  | 586(+0,86%)    | 9(=)            |
| 01-06-2020                                                                    | 01-06-2020 |  | 588(+0,34%)    | 9(=)            |
| 02-06-2020                                                                    | 02-06-2020 |  | 590(+0,34%)    | 9(=)            |
| 03-06-2020                                                                    | 03-06-2020 |  | 591(+0,17%)    | 10(+11%)        |
| 04-06-2020                                                                    | 04-06-2020 |  | 591(=)         | 10(=)           |
| 05-06-2020                                                                    | 05-06-2020 |  | 595(+0,68%)    | 10(=)           |
| 06-06-2020                                                                    | 06-06-2020 |  | 596(+0,17%)    | 10(=)           |
| 07-06-2020                                                                    | 07-06-2020 |  | 598(+0,34%)    | 10(=)           |
| 08-06-2020                                                                    | 08-06-2020 |  | 599(+0,17%)    | 10(=)           |
| 09-06-2020                                                                    | 09-06-2020 |  | 605(+1%)       | 10(=)           |
| 10-06-2020                                                                    | 10-06-2020 |  | 605(=)         | 10(=)           |
| 11-06-2020                                                                    | 11-06-2020 |  | 611(+0,99%)    | 10(=)           |
| 12-06-2020                                                                    | 12-06-2020 |  | 614(+0,49%)    | 10(=)           |
| 13-06-2020                                                                    | 13-06-2020 |  | 615(+0,16%)    | 10(=)           |
| 14-06-2020                                                                    | 14-06-2020 |  | 617(+0,33%)    | 10(=)           |
| 15-06-2020                                                                    | 15-06-2020 |  | 621(+0,65%)    | 10(=)           |
| 16-06-2020                                                                    | 16-06-2020 |  | 621(=)         | 10(=)           |
| 17-06-2020                                                                    | 17-06-2020 |  | 626(+0,81%)    | 10(=)           |
| 18-06-2020                                                                    | 18-06-2020 |  | 638(+1,9%)     | 10(=)           |
| 19-06-2020                                                                    | 19-06-2020 |  | 652(+2,2%)     | 10(=)           |
| 20-06-2020                                                                    | 20-06-2020 |  | 657(+0,77%)    | 10(=)           |
| 21-06-2020                                                                    | 21-06-2020 |  | 659(+0,3%)     | 10(=)           |
| 22-06-2020                                                                    | 22-06-2020 |  | 665(+0,91%)    | 10(=)           |
| 23-06-2020                                                                    | 23-06-2020 |  | 670(+0,75%)    | 10(=)           |
| 24-06-2020                                                                    | 24-06-2020 |  | 678(+1,2%)     | 10(=)           |
| 25-06-2020                                                                    | 25-06-2020 |  | 684(+0,88%)    | 10(=)           |
| 26-06-2020                                                                    | 26-06-2020 |  | 686(+0,29%)    | 10(=)           |
| 27-06-2020                                                                    | 27-06-2020 |  | 690(+0,58%)    | 10(=)           |
| 28-06-2020                                                                    | 28-06-2020 |  | 696(+0,87%)    | 10(=)           |
| 29-06-2020                                                                    | 29-06-2020 |  | 698(+0,29%)    | 10(=)           |
| 30-06-2020                                                                    | 30-06-2020 |  | 702(+0,57%)    | 10(=)           |
| 01-07-2020                                                                    | 01-07-2020 |  | 707(+0,71%)    | 10(=)           |
| 02-07-2020                                                                    | 02-07-2020 |  | 715(+1,1%)     | 10(=)           |
| 03-07-2020                                                                    | 03-07-2020 |  | 721(+0,84%)    | 10(=)           |
| 04-07-2020                                                                    | 04-07-2020 |  | 728(+0,97%)    | 10(=)           |
| 05-07-2020                                                                    | 05-07-2020 |  | 732(+0,55%)    | 10(=)           |
| 06-07-2020                                                                    | 06-07-2020 |  | 737(+0,68%)    | 10(=)           |
| 07-07-2020                                                                    | 07-07-2020 |  | 745(+1,1%)     | 10(=)           |
| 08-07-2020                                                                    | 08-07-2020 |  | 751(+0,81%)    | 10(=)           |
| 09-07-2020                                                                    | 09-07-2020 |  | 753(+0,27%)    | 10(=)           |
| 10-07-2020                                                                    | 10-07-2020 |  | 753(=)         | 10(=)           |
| 11-07-2020                                                                    | 11-07-2020 |  | 758(+0,66%)    | 10(=)           |
| 12-07-2020                                                                    | 12-07-2020 |  | 758(=)         | 10(=)           |
| 13-07-2020                                                                    | 13-07-2020 |  | 759(+0,13%)    | 10(=)           |
| 14-07-2020                                                                    | 14-07-2020 |  | 762(+0,4%)     | 10(=)           |
| 15-07-2020                                                                    | 15-07-2020 |  | 763(+0,13%)    | 10(=)           |
| 16-07-2020                                                                    | 16-07-2020 |  | 765(+0,26%)    | 10(=)           |
| 17-07-2020                                                                    | 17-07-2020 |  | 768(+0,39%)    | 10(=)           |
| 18-07-2020                                                                    | 18-07-2020 |  | 774(+0,78%)    | 10(=)           |
| 19-07-2020                                                                    | 19-07-2020 |  | 790(+2,1%)     | 10(=)           |
| 20-07-2020                                                                    | 20-07-2020 |  | 809(+2,4%)     | 10(=)           |
| 21-07-2020                                                                    | 21-07-2020 |  | 810(+0,12%)    | 10(=)           |
| 22-07-2020                                                                    | 22-07-2020 |  | 816(+0,74%)    | 10(=)           |
| 23-07-2020                                                                    | 23-07-2020 |  | 821(+0,61%)    | 10(=)           |
| 24-07-2020                                                                    | 24-07-2020 |  | 831(+1,2%)     | 10(=)           |
| 25-07-2020                                                                    | 25-07-2020 |  | 837(+0,72%)    | 10(=)           |
| 26-07-2020                                                                    | 26-07-2020 |  | 842(+0,6%)     | 10(=)           |
| 27-07-2020                                                                    | 27-07-2020 |  | 853(+1,3%)     | 10(=)           |
| 28-07-2020                                                                    | 28-07-2020 |  | 855(+0,23%)    | 10(=)           |
| 29-07-2020                                                                    | 29-07-2020 |  | 856(+0,12%)    | 10(=)           |
| 30-07-2020                                                                    | 30-07-2020 |  | 864(+0,93%)    | 10(=)           |
| 31-07-2020                                                                    | 31-07-2020 |  | 878(+1,6%)     | 10(=)           |
| 01-08-2020                                                                    | 01-08-2020 |  | 883(+0,57%)    | 10(=)           |
| 02-08-2020                                                                    | 02-08-2020 |  | 894(+1,2%)     | 12(+20%)        |
| 03-08-2020                                                                    | 03-08-2020 |  | 905(+1,2%)     | 12(=)           |
| 04-08-2020                                                                    | 04-08-2020 |  | 920(+1,7%)     | 12(=)           |
| 05-08-2020                                                                    | 05-08-2020 |  | 928(+0,87%)    | 12(=)           |
| 06-08-2020                                                                    | 06-08-2020 |  | 958(+3,2%)     | 12(=)           |
| 07-08-2020                                                                    | 07-08-2020 |  | 987(+3%)       | 13(+8,3%)       |
| 08-08-2020                                                                    | 08-08-2020 |  | 1 003(+1,6%)   | 13(=)           |
| 09-08-2020                                                                    | 09-08-2020 |  | 1 023(+2%)     | 14(+7,7%)       |
| 10-08-2020                                                                    | 10-08-2020 |  | 1 031(+0,78%)  | 14(=)           |
| 11-08-2020                                                                    | 11-08-2020 |  | 1 047(+1,6%)   | 14(=)           |
| 12-08-2020                                                                    | 12-08-2020 |  | 1 065(+1,7%)   | 14(=)           |
| 13-08-2020                                                                    | 13-08-2020 |  | 1 071(+0,56%)  | 14(=)           |
| 14-08-2020                                                                    | 14-08-2020 |  | 1 082(+1%)     | 14(=)           |
| 15-08-2020                                                                    | 15-08-2020 |  | 1 106(+2,2%)   | 14(=)           |
| 16-08-2020                                                                    | 16-08-2020 |  | 1 113(+0,63%)  | 14(=)           |
| 17-08-2020                                                                    | 17-08-2020 |  | 1 129(+1,4%)   | 14(=)           |
| 18-08-2020                                                                    | 18-08-2020 |  | 1 146(+1,5%)   | 14(=)           |
| 19-08-2020                                                                    | 19-08-2020 |  | 1 192(+4%)     | 14(=)           |
| 20-08-2020                                                                    | 20-08-2020 |  | 1 290(+8,2%)   | 15(+7,1%)       |
| 21-08-2020                                                                    | 21-08-2020 |  | 1 346(+4,3%)   | 16(+6,7%)       |
| 22-08-2020                                                                    | 22-08-2020 |  | 1 413(+5%)     | 16(=)           |
| 23-08-2020                                                                    | 23-08-2020 |  | 1 529(+8,2%)   | 16(=)           |
| 24-08-2020                                                                    | 24-08-2020 |  | 1 612(+5,4%)   | 16(=)           |
| 25-08-2020                                                                    | 25-08-2020 |  | 1 732(+7,4%)   | 19(+19%)        |
| 26-08-2020                                                                    | 26-08-2020 |  | 1 804(+4,2%)   | 19(=)           |
| 27-08-2020                                                                    | 27-08-2020 |  | 1 870(+3,7%)   | 19(=)           |
| 28-08-2020                                                                    | 28-08-2020 |  | 2 011(+7,5%)   | 19(=)           |
| 29-08-2020                                                                    | 29-08-2020 |  | 2 113(+5,1%)   | 20(+5,3%)       |
| 30-08-2020                                                                    | 30-08-2020 |  | 2 357(+12%)    | 21(+5%)         |
| 31-08-2020                                                                    | 31-08-2020 |  | 2 459(+4,3%)   | 21(=)           |
| 01-09-2020                                                                    | 01-09-2020 |  | 2 683(+9,1%)   | 24(+14%)        |
| 02-09-2020                                                                    | 02-09-2020 |  | 2 822(+5,2%)   | 27(+12%)        |
| 03-09-2020                                                                    | 03-09-2020 |  | 2 896(+2,6%)   | 29(+7,4%)       |
| 04-09-2020                                                                    | 04-09-2020 |  | 2 964(+2,3%)   | 30(+3,4%)       |
| 05-09-2020                                                                    | 05-09-2020 |  | 3 024(+2%)     | 32(+6,7%)       |
| 06-09-2020                                                                    | 06-09-2020 |  | 3 103(+2,6%)   | 33(+3,1%)       |
| 07-09-2020                                                                    | 07-09-2020 |  | 3 183(+2,6%)   | 34(+3%)         |
| 08-09-2020                                                                    | 08-09-2020 |  | 3 323(+4,4%)   | 36(+5,9%)       |
| 09-09-2020                                                                    | 09-09-2020 |  | 3 437(+3,4%)   | 38(+5,6%)       |
| 10-09-2020                                                                    | 10-09-2020 |  | 3 511(+2,2%)   | 40(+5,3%)       |
| 11-09-2020                                                                    | 11-09-2020 |  | 3 623(+3,2%)   | 40(=)           |
| 12-09-2020                                                                    | 12-09-2020 |  | 3 771(+4,1%)   | 42(+5%)         |
| 13-09-2020                                                                    | 13-09-2020 |  | 3 993(+5,9%)   | 44(+4,8%)       |
| 14-09-2020                                                                    | 14-09-2020 |  | 4 042(+1,2%)   | 46(+4,5%)       |
| 15-09-2020                                                                    | 15-09-2020 |  | 4 164(+3%)     | 46(=)           |
| 16-09-2020                                                                    | 16-09-2020 |  | 4 374(+5%)     | 51(+11%)        |
| 17-09-2020                                                                    | 17-09-2020 |  | 4 571(+4,5%)   | 55(+7,8%)       |
| 18-09-2020                                                                    | 18-09-2020 |  | 4 758(+4,1%)   | 60(+9,1%)       |
| 19-09-2020                                                                    | 19-09-2020 |  | 4 988(+4,8%)   | 67(+12%)        |
| 20-09-2020                                                                    | 20-09-2020 |  | 5 143(+3,1%)   | 70(+4,5%)       |
| 21-09-2020                                                                    | 21-09-2020 |  | 5 270(+2,5%)   | 75(+7,1%)       |
| 22-09-2020                                                                    | 22-09-2020 |  | 5 395(+2,4%)   | 76(+1,3%)       |
| 23-09-2020                                                                    | 23-09-2020 |  | 5 588(+3,6%)   | 77(+1,3%)       |
| 24-09-2020                                                                    | 24-09-2020 |  | 5 723(+2,4%)   | 80(+3,9%)       |
| 25-09-2020                                                                    | 25-09-2020 |  | 5 854(+2,3%)   | 88(+10%)        |
| 26-09-2020                                                                    | 26-09-2020 |  | 6 017(+2,8%)   | 89(+1,1%)       |
| 27-09-2020                                                                    | 27-09-2020 |  | 6 170(+2,5%)   | 93(+4,5%)       |
| 28-09-2020                                                                    | 28-09-2020 |  | 6 408(+3,9%)   | 101(+8,6%)      |
| 29-09-2020                                                                    | 29-09-2020 |  | 6 482(+1,2%)   | 107(+5,9%)      |
| 30-09-2020                                                                    | 30-09-2020 |  | 6 555(+1,1%)   | 111(+3,7%)      |
| 01-10-2020                                                                    | 01-10-2020 |  | 6 704(+2,3%)   | 116(+4,5%)      |
| 02-10-2020                                                                    | 02-10-2020 |  | 6 795(+1,4%)   | 119(+2,6%)      |
| 03-10-2020                                                                    | 03-10-2020 |  | 6 895(+1,5%)   | 120(+0,84%)     |
| 04-10-2020                                                                    | 04-10-2020 |  | 7 012(+1,7%)   | 120(=)          |
| 05-10-2020                                                                    | 05-10-2020 |  | 7 109(+1,4%)   | 123(+2,5%)      |
| 06-10-2020                                                                    | 06-10-2020 |  | 7 191(+1,2%)   | 126(+2,4%)      |
| 07-10-2020                                                                    | 07-10-2020 |  | 7 273(+1,1%)   | 128(+1,6%)      |
| 08-10-2020                                                                    | 08-10-2020 |  | 7 363(+1,2%)   | 132(+3,1%)      |
| 09-10-2020                                                                    | 09-10-2020 |  | 7 559(+2,7%)   | 138(+4,5%)      |
| 10-10-2020                                                                    | 10-10-2020 |  | 7 718(+2,1%)   | 139(+0,72%)     |
| 11-10-2020                                                                    | 11-10-2020 |  | 7 813(+1,2%)   | 146(+5%)        |
| 12-10-2020                                                                    | 12-10-2020 |  | 7 910(+1,2%)   | 146(=)          |
| 13-10-2020                                                                    | 13-10-2020 |  | 7 989(+1%)     | 151(+3,4%)      |
| 14-10-2020                                                                    | 14-10-2020 |  | 8 067(+0,98%)  | 160(+6%)        |
| 15-10-2020                                                                    | 15-10-2020 |  | 8 132(+0,81%)  | 162(+1,2%)      |
| 16-10-2020                                                                    | 16-10-2020 |  | 8 195(+0,77%)  | 168(+3,7%)      |
| 17-10-2020                                                                    | 17-10-2020 |  | 8 274(+0,96%)  | 171(+1,8%)      |
| 18-10-2020                                                                    | 18-10-2020 |  | 8 321(+0,57%)  | 173(+1,2%)      |
| 19-10-2020                                                                    | 19-10-2020 |  | 8 374(+0,64%)  | 174(+0,58%)     |
| 20-10-2020                                                                    | 20-10-2020 |  | 8 445(+0,85%)  | 174(=)          |
| 21-10-2020                                                                    | 21-10-2020 |  | 8 600(+1,8%)   | 179(+2,9%)      |
| 22-10-2020                                                                    | 22-10-2020 |  | 8 638(+0,44%)  | 182(+1,7%)      |
| 23-10-2020                                                                    | 23-10-2020 |  | 8 670(+0,37%)  | 186(+2,2%)      |
| 24-10-2020                                                                    | 24-10-2020 |  | 8 714(+0,51%)  | 188(+1,1%)      |
| 25-10-2020                                                                    | 25-10-2020 |  | 8 749(+0,4%)   | 192(+2,1%)      |
| 26-10-2020                                                                    | 26-10-2020 |  | 8 787(+0,43%)  | 196(+2,1%)      |
| 27-10-2020                                                                    | 27-10-2020 |  | 8 851(+0,73%)  | 199(+1,5%)      |
| 28-10-2020                                                                    | 28-10-2020 |  | 8 927(+0,86%)  | 202(+1,5%)      |
| 29-10-2020                                                                    | 29-10-2020 |  | 9 005(+0,87%)  | 205(+1,5%)      |
| 30-10-2020                                                                    | 30-10-2020 |  | 9 094(+0,99%)  | 206(+0,49%)     |
| 31-10-2020                                                                    | 31-10-2020 |  | 9 131(+0,41%)  | 209(+1,5%)      |
| 01-11-2020                                                                    | 01-11-2020 |  | 9 257(+1,4%)   | 210(+0,48%)     |
| 02-11-2020                                                                    | 02-11-2020 |  | 9 296(+0,42%)  | 214(+1,9%)      |
| 03-11-2020                                                                    | 03-11-2020 |  | 9 326(+0,32%)  | 215(+0,47%)     |
| 04-11-2020                                                                    | 04-11-2020 |  | 9 373(+0,5%)   | 217(+0,93%)     |
| 05-11-2020                                                                    | 05-11-2020 |  | 9 426(+0,57%)  | 218(+0,46%)     |
| 06-11-2020                                                                    | 06-11-2020 |  | 9 472(+0,49%)  | 218(=)          |
| 07-11-2020                                                                    | 07-11-2020 |  | 9 506(+0,36%)  | 221(+1,4%)      |
| 08-11-2020                                                                    | 08-11-2020 |  | 9 542(+0,38%)  | 221(=)          |
| 09-11-2020                                                                    | 09-11-2020 |  | 9 573(+0,32%)  | 224(+1,4%)      |
| 10-11-2020                                                                    | 10-11-2020 |  | 9 581(+0,08%)  | 225(+0,45%)     |
| 11-11-2020                                                                    | 11-11-2020 |  | 9 634(+0,55%)  | 225(=)          |
| 12-11-2020                                                                    | 12-11-2020 |  | 9 723(+0,92%)  | 227(+0,89%)     |
| 13-11-2020                                                                    | 13-11-2020 |  | 9 780(+0,59%)  | 229(+0,88%)     |
| 14-11-2020                                                                    | 14-11-2020 |  | 9 884(+1,1%)   | 231(+0,87%)     |
| 15-11-2020                                                                    | 15-11-2020 |  | 9 929(+0,46%)  | 231(=)          |
| 16-11-2020                                                                    | 16-11-2020 |  | 9 959(+0,3%)   | 231(=)          |
| 17-11-2020                                                                    | 17-11-2020 |  | 10 019(+0,6%)  | 231(=)          |
| 18-11-2020                                                                    | 18-11-2020 |  | 10 088(+0,69%) | 231(=)          |
| 19-11-2020                                                                    | 19-11-2020 |  | 10 151(+0,62%) | 233(+0,87%)     |
| 20-11-2020                                                                    | 20-11-2020 |  | 10 240(+0,88%) | 235(+0,86%)     |
| 21-11-2020                                                                    | 21-11-2020 |  | 10 284(+0,43%) | 238(+1,3%)      |
| 22-11-2020                                                                    | 22-11-2020 |  | 10 343(+0,57%) | 239(+0,42%)     |
| 23-11-2020                                                                    | 23-11-2020 |  | 10 422(+0,76%) | 243(+1,7%)      |
| 24-11-2020                                                                    | 24-11-2020 |  | 10 488(+0,63%) | 247(+1,6%)      |
| 25-11-2020                                                                    | 25-11-2020 |  | 10 541(+0,51%) | 248(+0,4%)      |
| 26-11-2020                                                                    | 26-11-2020 |  | 10 600(+0,56%) | 250(+0,81%)     |
| 27-11-2020                                                                    | 27-11-2020 |  | 10 669(+0,65%) | 251(+0,4%)      |
| 28-11-2020                                                                    | 28-11-2020 |  | 10 709(+0,37%) | 256(+2%)        |
| 29-11-2020                                                                    | 29-11-2020 |  | 10 763(+0,5%)  | 257(+0,39%)     |
| 30-11-2020                                                                    | 30-11-2020 |  | 10 810(+0,44%) | 258(+0,39%)     |
| 01-12-2020                                                                    | 01-12-2020 |  | 10 864(+0,5%)  | 258(=)          |
| 02-12-2020                                                                    | 02-12-2020 |  | 10 911(+0,43%) | 259(+0,39%)     |
| 03-12-2020                                                                    | 03-12-2020 |  | 10 987(+0,7%)  | 260(+0,39%)     |
| 04-12-2020                                                                    | 04-12-2020 |  | 11 063(+0,69%) | 261(+0,38%)     |
| 05-12-2020                                                                    | 05-12-2020 |  | 11 120(+0,52%) | 265(+1,5%)      |
| 06-12-2020                                                                    | 06-12-2020 |  | 11 184(+0,58%) | 265(=)          |
| 07-12-2020                                                                    | 07-12-2020 |  | 11 271(+0,78%) | 265(=)          |
| 08-12-2020                                                                    | 08-12-2020 |  | 11 369(+0,87%) | 266(+0,38%)     |
| 09-12-2020                                                                    | 09-12-2020 |  | 11 443(+0,65%) | 270(+1,5%)      |
| 10-12-2020                                                                    | 10-12-2020 |  | 11 509(+0,58%) | 270(=)          |
| 11-12-2020                                                                    | 11-12-2020 |  | 11 608(+0,86%) | 271(+0,37%)     |
| 12-12-2020                                                                    | 12-12-2020 |  | 11 710(+0,88%) | 273(+0,74%)     |
| 13-12-2020                                                                    | 13-12-2020 |  | 11 792(+0,7%)  | 273(=)          |
| 14-12-2020                                                                    | 14-12-2020 |  | 11 875(+0,7%)  | 276(+1,1%)      |
| 15-12-2020                                                                    | 15-12-2020 |  | 11 907(+0,27%) | 276(=)          |
| 16-12-2020                                                                    | 16-12-2020 |  | 11 968(+0,51%) | 279(+1,1%)      |
| 17-12-2020                                                                    | 17-12-2020 |  | 12 039(+0,59%) | 283(+1,4%)      |
| 18-12-2020                                                                    | 18-12-2020 |  | 12 135(+0,8%)  | 285(+0,71%)     |
| 19-12-2020                                                                    | 19-12-2020 |  | 12 224(+0,73%) | 286(+0,35%)     |
| 20-12-2020                                                                    | 20-12-2020 |  | 12 289(+0,53%) | 286(=)          |
| 21-12-2020                                                                    | 21-12-2020 |  | 12 354(+0,53%) | 288(+0,7%)      |
| 22-12-2020                                                                    | 22-12-2020 |  | 12 423(+0,56%) | 290(+0,69%)     |
| 23-12-2020                                                                    | 23-12-2020 |  | 12 519(+0,77%) | 292(+0,69%)     |
| 24-12-2020                                                                    | 24-12-2020 |  | 12 597(+0,62%) | 294(+0,68%)     |
| 25-12-2020                                                                    | 25-12-2020 |  | 12 684(+0,69%) | 294(=)          |
| 26-12-2020                                                                    | 26-12-2020 |  | 12 723(+0,31%) | 295(+0,34%)     |
| Fonti: - Ministero della sanità giamaicano - Ultimo aggiornamento: 26.12.2020 |            |  |                |                 |